# Amicodisca
Amicodisca — рід грибів родини Hyaloscyphaceae. Назва вперше опублікована 1987 року.

## Класифікація
До роду Amicodisca відносять 6 видів:
- Amicodisca brdensis
- Amicodisca castaneae
- Amicodisca groenlandica
- Amicodisca svrcekii
- Amicodisca virella
- Amicodisca viridicoma